# Matrimoni e funerali
Matrimoni e funerali è il quarto album in studio del cantautore italiano Cisco, pubblicato il 4 marzo 2015.

## Tracce
1. Come agnelli in mezzo ai lupi (Cisco, Rubbiani, Kaba Cavazzuti) - 4:01
2. Sangue, sudore e merda (Cisco, Rubbiani, Kaba Cavazzuti) - 3:56
3. Chiagne e fotte (Cisco, Rubbiani, Kaba Cavazzuti) - 3:52
4. Il Girarrosto feat. Coro delle Mondine di Novi (Cisco, Rubbiani, Kaba Cavazzuti) - 3:19
5. Supermarket feat. Pierpaolo Capovilla (Cisco, Rubbiani, Kaba Cavazzuti) - 3:31
6. Marasma (Cisco, Rubbiani, Kaba Cavazzuti) - 2:54
7. Matrimoni e funerali feat. Angela Baraldi (Cisco, Rubbiani, Kaba Cavazzuti) - 4:47
8. Per te soltanto (Cisco, Rubbiani, Kaba Cavazzuti) - 3:39
9. Piedi stanchi (Cisco, Rubbiani, Kaba Cavazzuti) - 3:46
10. Il tuo altare feat. Piotta (Cisco, Rubbiani, Kaba Cavazzuti, Piotta) - 3:43
11. Cenere alla cenere feat. Massimo Zamboni (Cisco, Rubbiani, Kaba Cavazzuti) 3:46

## Formazione
- Cisco – voce, chitarra
- Kaba Arcangelo Cavazzuti – batteria, percussioni, chitarre, tastiere, basso, groove, campionamenti
- Giovanni Rubbiani – chitarra acustica
- Beppe Mondini – batteria
- Simone Copellini – tromba, glockenspiel, flicorno, tastiere, mandolino, piccolo trombino, bombardino, trombone
- Patrick Wright – violino, viola, mandolino
- Andrea "Cabeki" Faccioli – chitarre acustiche e elettriche, banjo, bell harp
- Bruno Bonarrigo – basso, contrabbasso
- George Saxon – synth
- Francesco "Cicciuzzo" Bossa – Tamburello a pizzica
- Gabriele Riccioni – tecnico del suono